# Station Brettorf
Station Brettorf (Haltepunkt Brettorf) is een spoorwegstation in de Duitse plaats Brettorf, in de deelstaat Nedersaksen. Het station ligt aan de spoorlijn Delmenhorst - Hesepe. Het station telt één perronspoor. Op het station stoppen alleen treinen van de NordWestBahn.

## Treinverbindingen
De volgende treinserie doet station Brettorf aan:
| Serie | Treinsoort                  | Route                                                                   | Bijzonderheden |
| ----- | --------------------------- | ----------------------------------------------------------------------- | -------------- |
| RB 58 | Regionalbahn (NordWestBahn) | Osnabrück Hbf – Bramsche – Vechta – Brettorf – Delmenhorst – Bremen Hbf | Der Bramscher  |